# Jack Delano

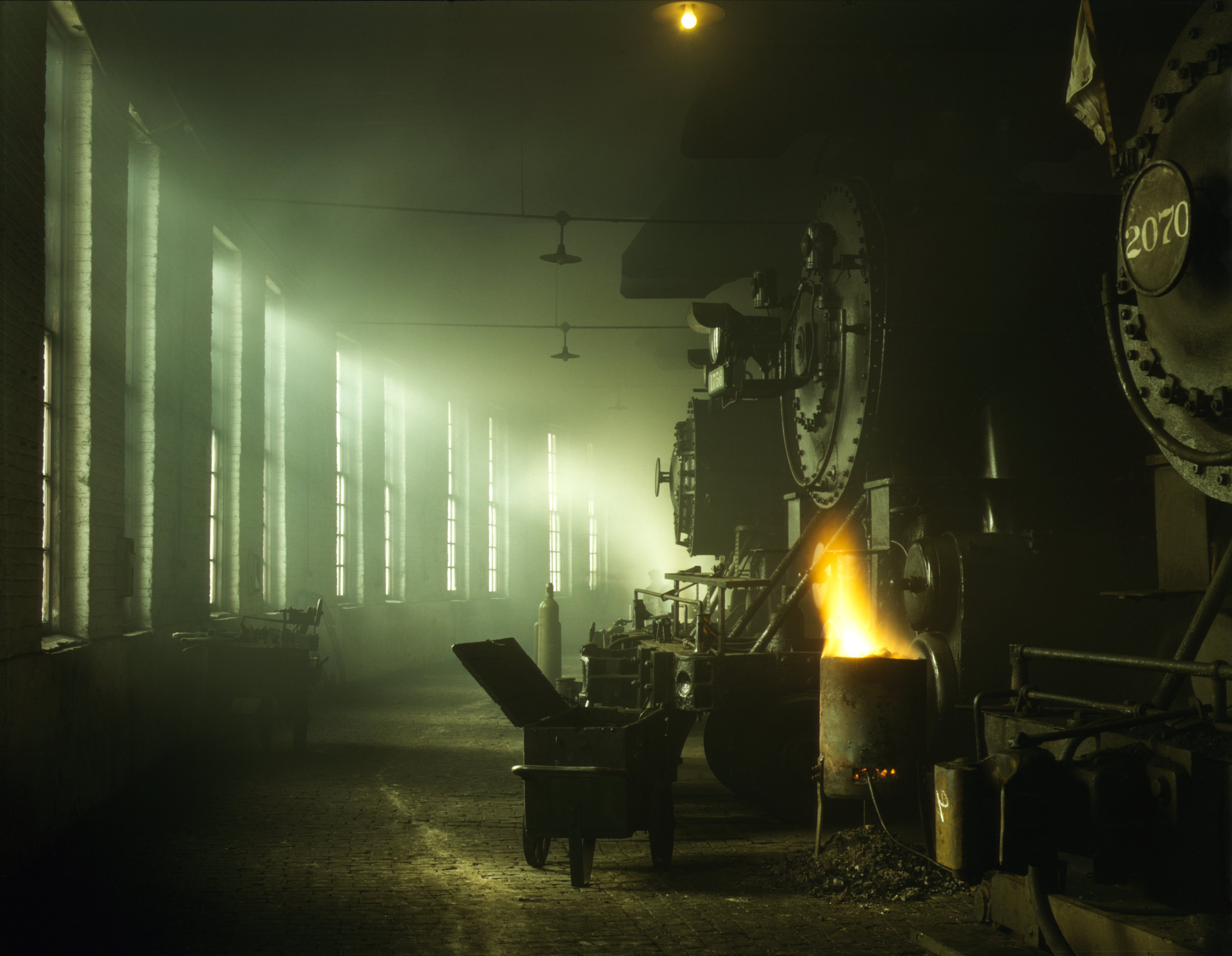
Depo lokomotiv společnosti Chicago and North Western Railway, 1942

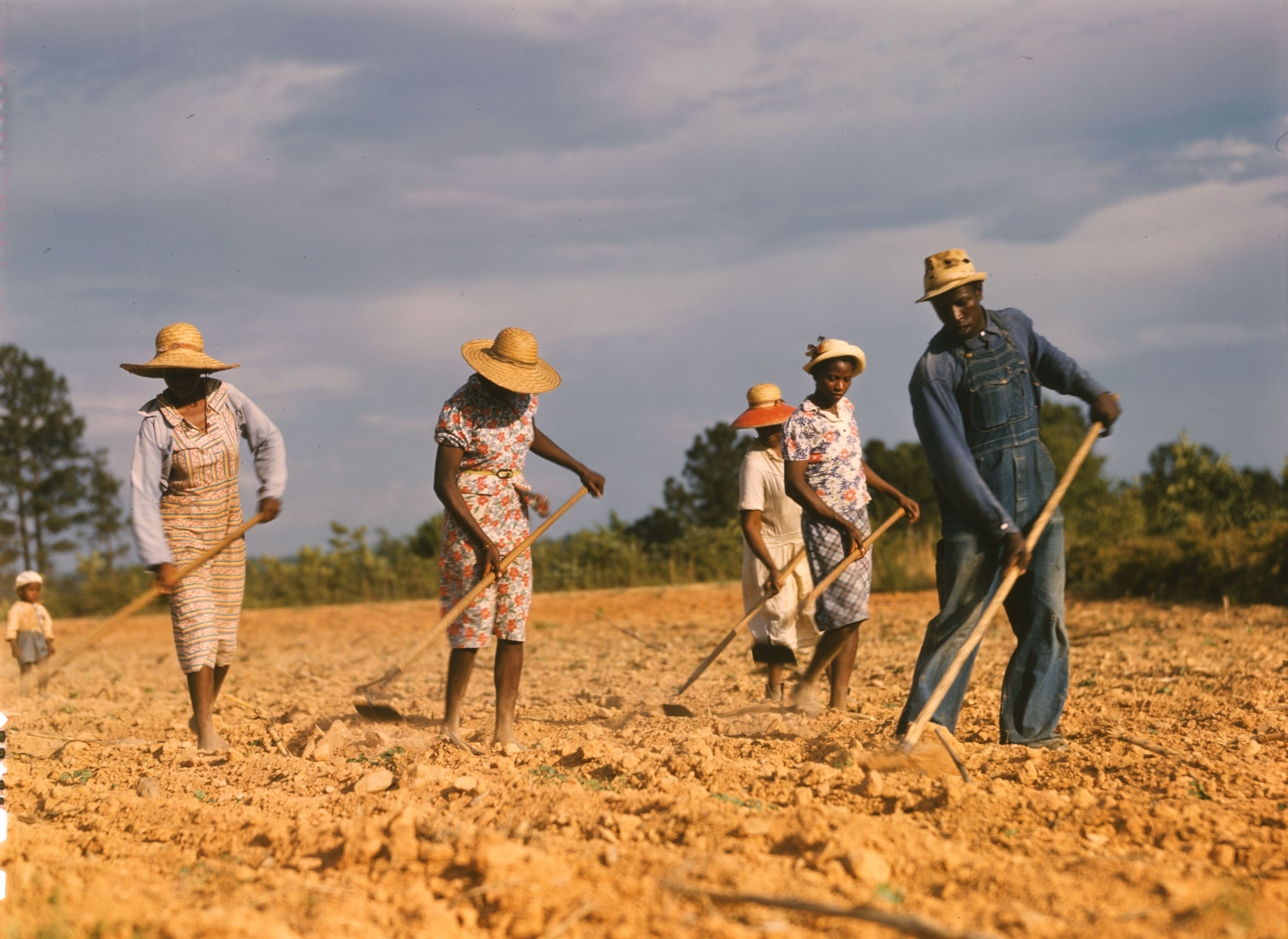
Zemědělští pachtýři sklízejí bavlnu, 1941

Jack Delano (1. srpna 1914 Vorošilovka Ukrajina – 12. srpna 1997 Portoriko) byl americký fotograf společnosti Farm Security Administration (FSA) a hudební skladatel.

## Životopis
Narodil se jako Jacob Ovčarov v obci Aşıqlı asi 120 kilometrů jihozápadně od Kyjeva na Ukrajině. Později, v roce 1923, se přestěhoval se svými rodiči a mladším bratrem do USA. V letech 1924 a 1932 studoval grafiku, fotografii a hudbu (viola a skladba) na hudební škole Settlement Music School ve Filadelfii. Poté, co díky svému talentu dostal stipendium, navštěvoval institut Pennsylvania Academy of Fine Arts (PAFA), kde od roku 1928 do roku 1932 studoval ilustraci a pokračoval ve svém hudebním vzdělání. V rámci stipendia odcestoval do Evropy, kde si pořídil první fotoaparát.
Po absolvování PAFA Delano navrhl fotografický projekt pro instituci Federal Art Program: studii důlních podmínek při těžbě antracitu v Schuylkill County v Pensylvánii. Delano poslal některé fotografie Royi Strykerovi aby je použil v rámci společnosti FSA. Díky pomoci Edwina Rosskama a Marion Post Wolcotta nabídl pak Stryker Delanovi práci za 2 300 dolarů ročně. Jediná podmínka pro tuto práci byla, že Delano musel mít vlastní automobil a řidičský průkaz – což splňoval – oboje si pořídil před příchodem do Washingtonu.
Začal pracovat pro společnost FSA, která byla vytvořena v USA v roce 1935 v rámci New Deal. Úkolem bylo v krizi pomáhat proti americké venkovské chudobě. FSA podporovalo skupování okrajových pozemků, práci na velkých pozemcích s moderními stroji a kolektivizaci. Vedle Delana byli v sociologicko-dokumentárním programu této agentury zapojeni fotografové jako například Walker Evans, Dorothea Langeová, Roy Stryker, Arthur Rothstein nebo Ben Shahn. Se vstupem USA do druhé světové války však nastala změna: projekt dostal jiné jméno – Office of War Informations (OWI) – a také jiný program. Ve válce musela propaganda ukazovat, jak jsou Spojené státy silné a ne jaké mají potíže. V roce 1948, kdy FSA zanikla, byla dokonce snaha pořízené dokumenty zničit, aby nemohly být použity pro komunistickou propagandu.
V rámci práce pro FSA Delano v roce 1941 cestoval do Portorika. Tato cesta na něho měla takový hluboký vliv, že se tam v roce 1946 usadil natrvalo.

## Vybrané kompozice
Orchestrální
- Ofrenda Musical (Musical Offering) pro violu, lesní roh a smyčcový orchestr (1959)
- El sabio Doctor Mambú, balet pro děti (1962); libretto
- Concertino classico pro trubku C a malý orchestr (1968)
- Sinfonietta pro smyčcový orchestr (1983)

Komorní a instrumentální skladby
- Sonata in A minor pro violu a piano (1953)
- Sonata pro solo housle (1960)
- Sonatina pro flétnu a piano (1965)
- String Quartet (1984)
- Tres preludios pro piano (1985)

Vokální
- Esta luna es mía pro soprano solo, female chorus a piano (1962); slova: José P. H. Hernández
- Me voy a Ponce pro smíšený sbor (1965); slova: José Agustín Balseiro
- Tres cancioncitas del mar pro střední hlas a piano (1969); slova: Nimia Vicéns, Ester Feliciano Mendoza a Carmelina Vizcarrondo
- Cuatro sones de la tierra pro soprano a piano (1974); slova: Tomás Blanco
- Pétalo de rosa, Suite for a cappella children's choir (1993); napsané pro San Juan Children's Choir

Film
- Los Peloteros (1953)

## Galerie

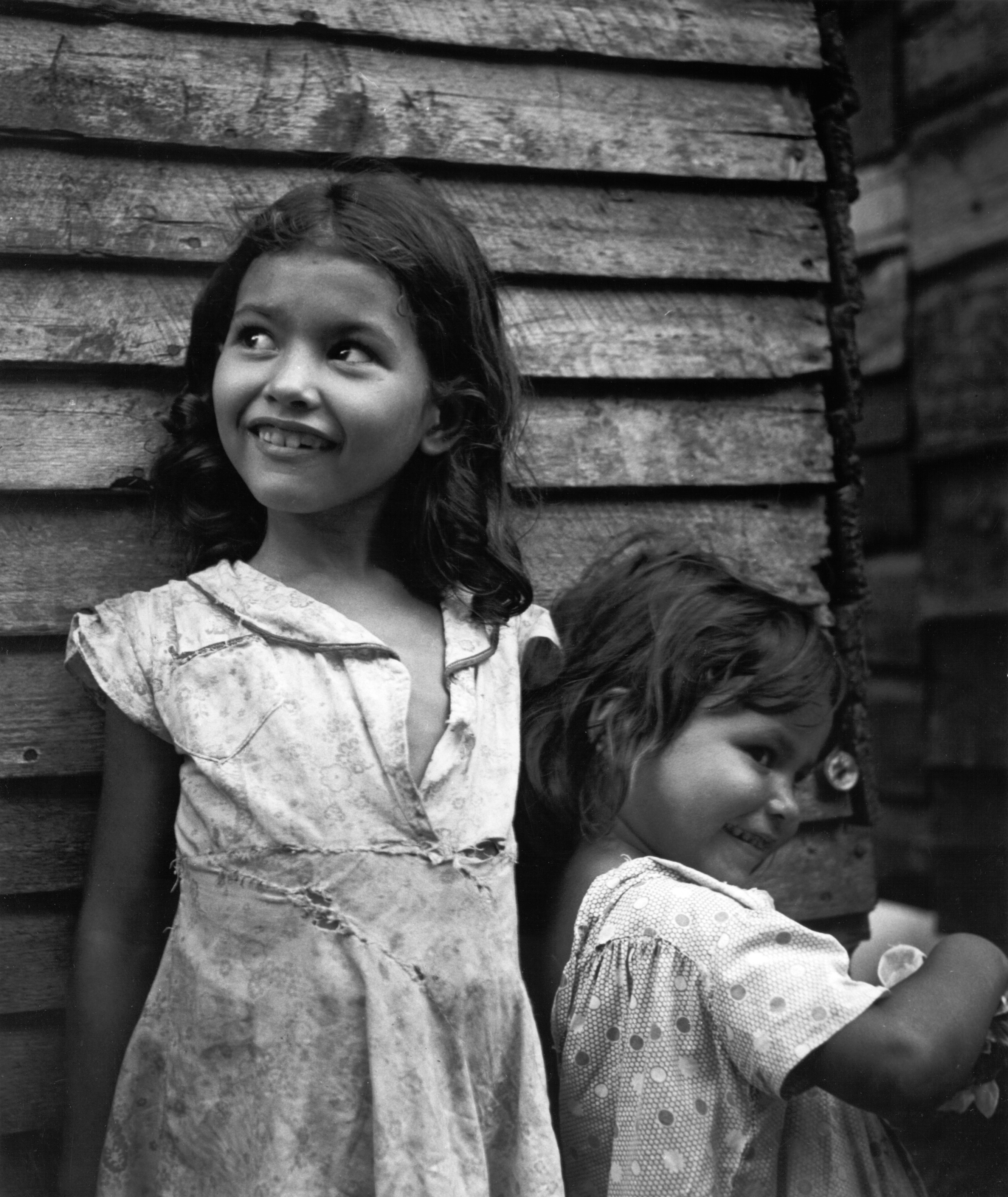
Děti ve slumu, Portoriko, květen 1942
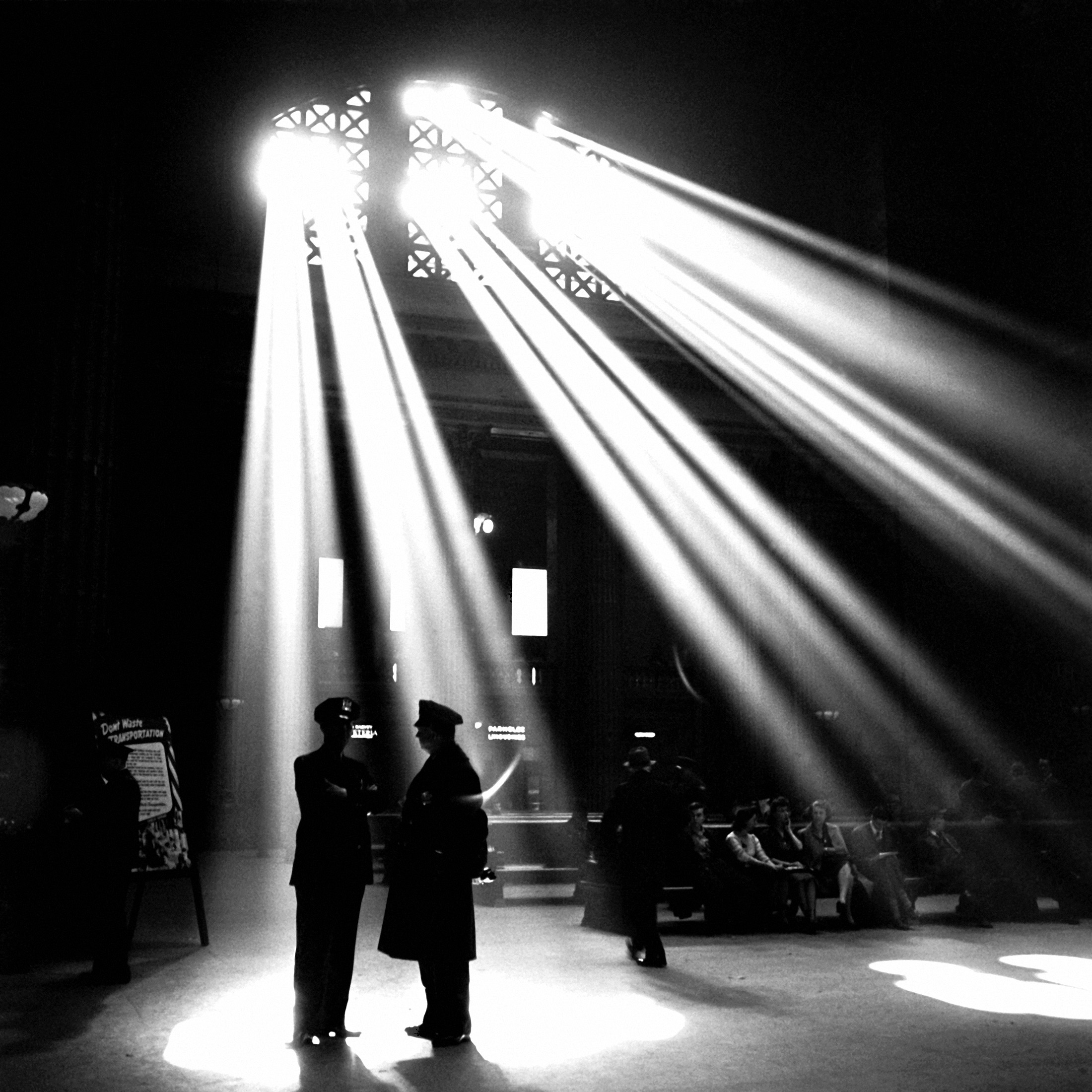
V čekárně společnosti Chicago Union Station, Chicago, Illinois, 1943
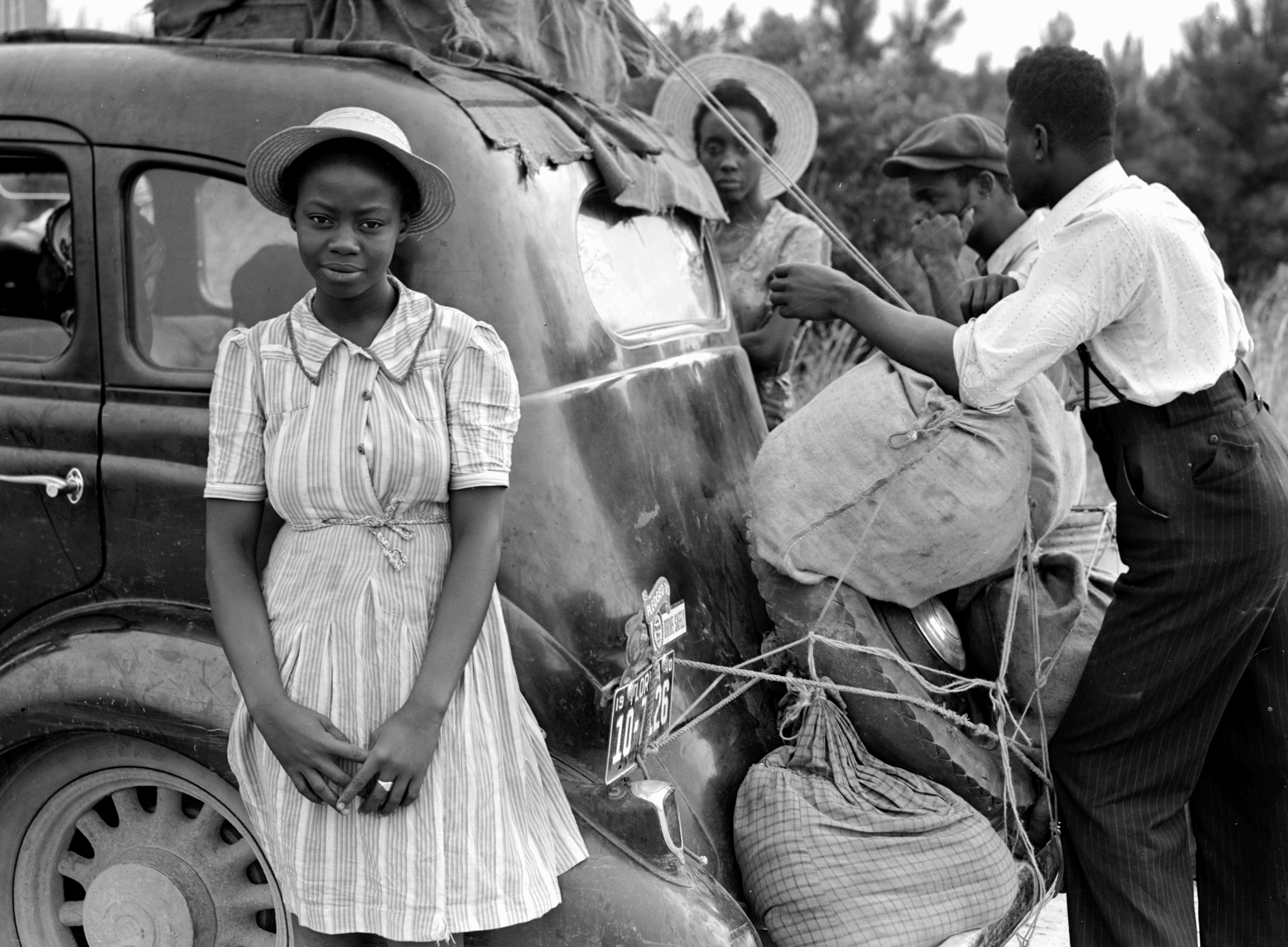
Dívka ze Shawboro, červenec 1940
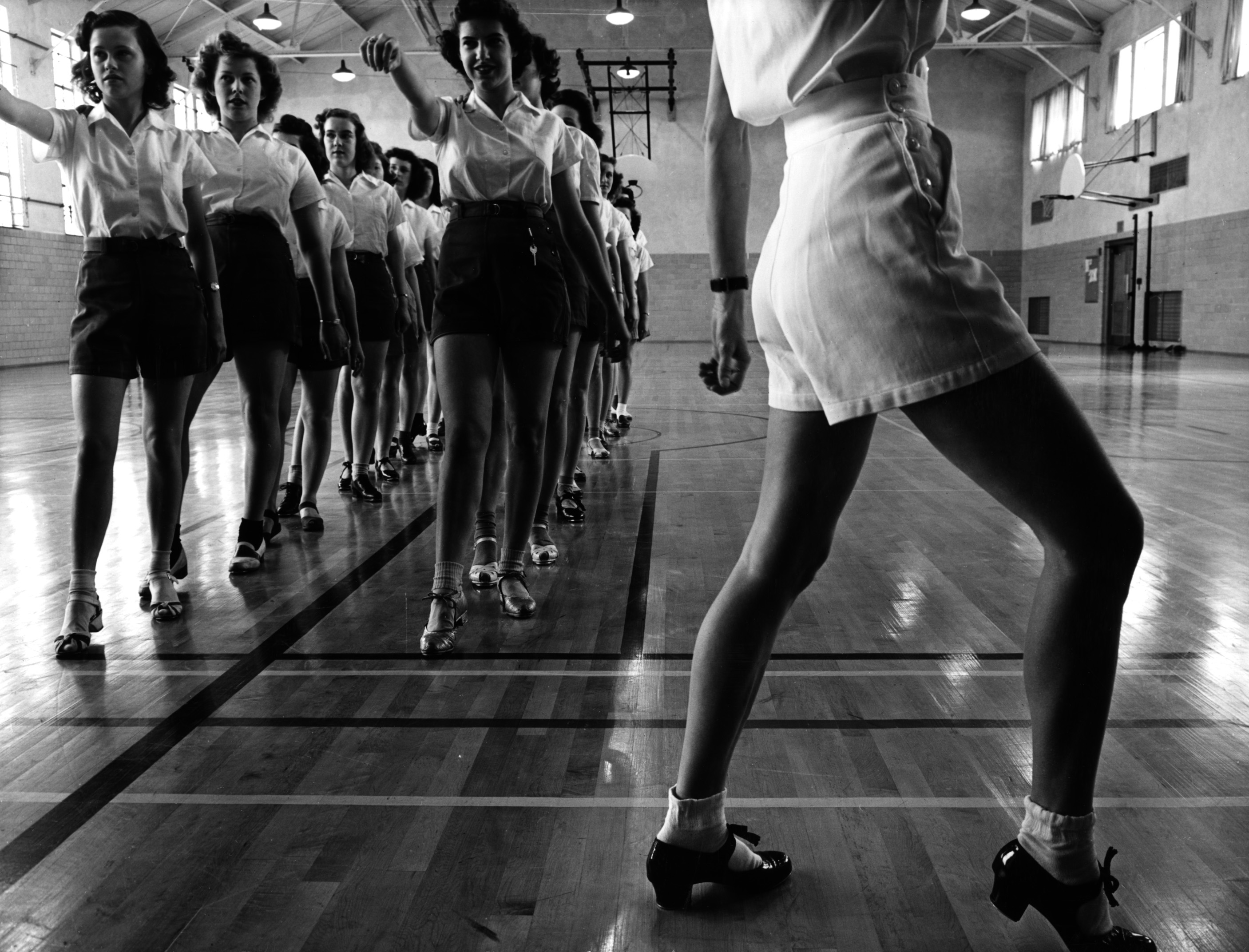
Třída tančící step v tělocvičně, Iowa, 1942
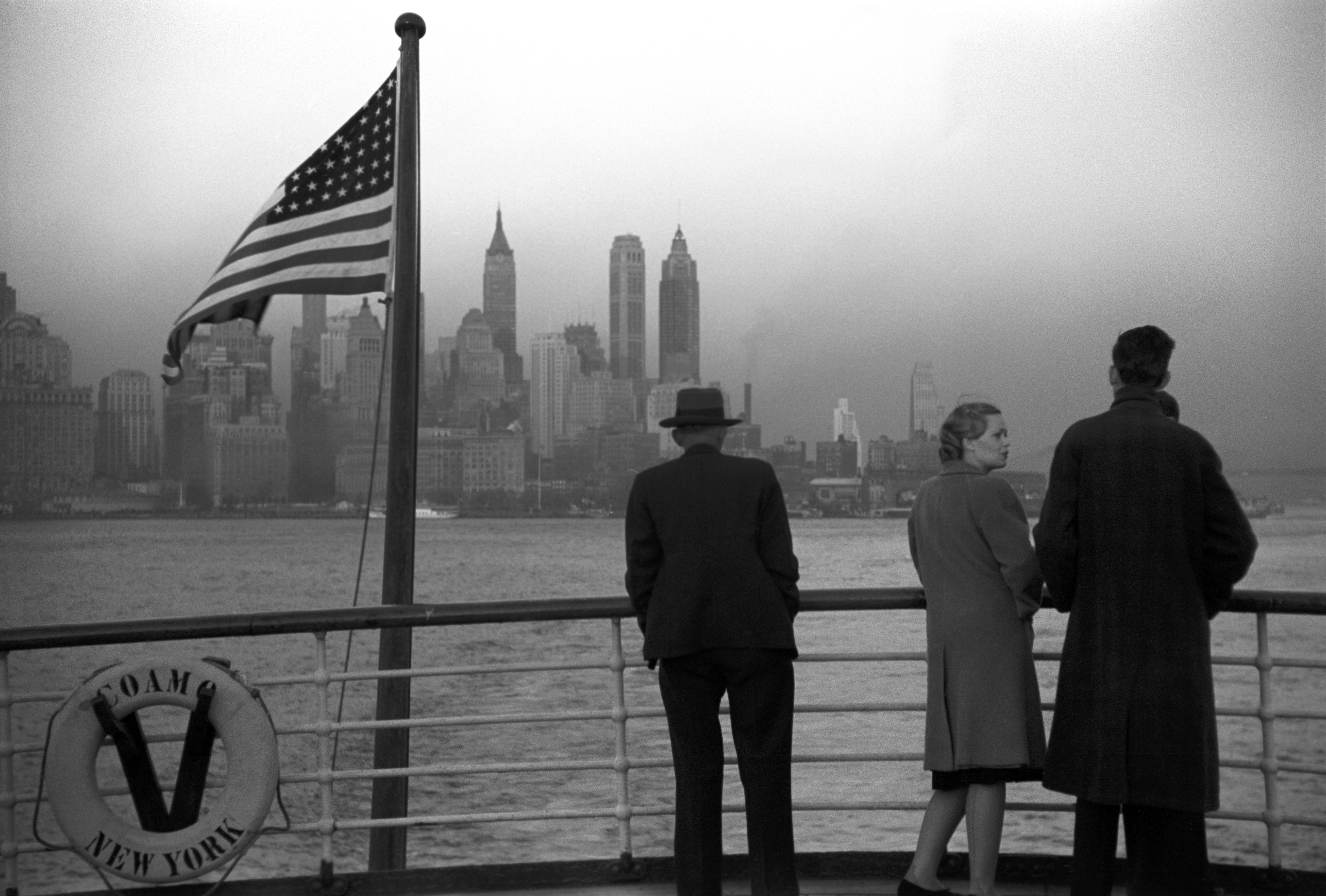
Manhattan, 1942
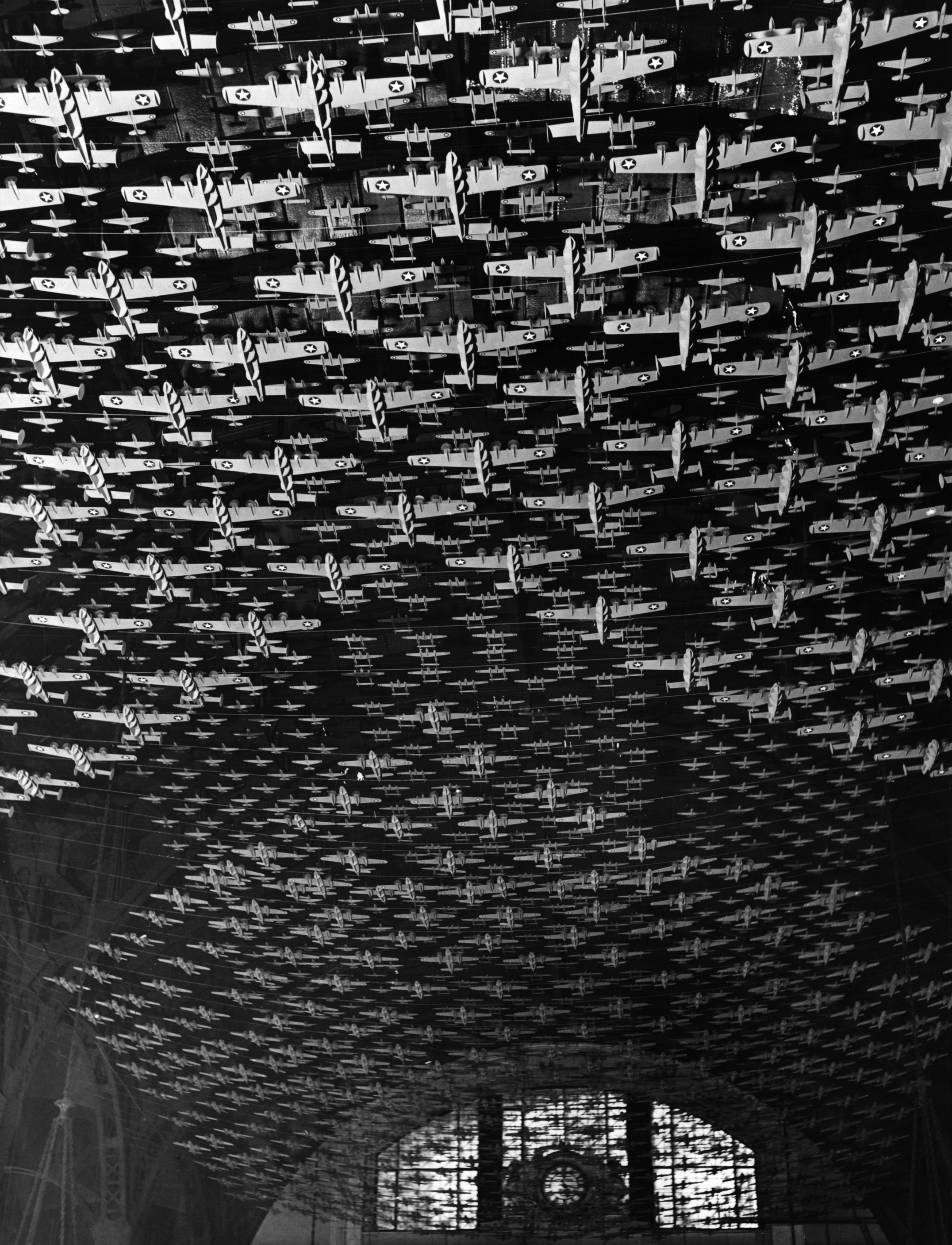
Modely letadel zdobí strop vlakové stanice Union Station, Chicago, Illinois, 1943
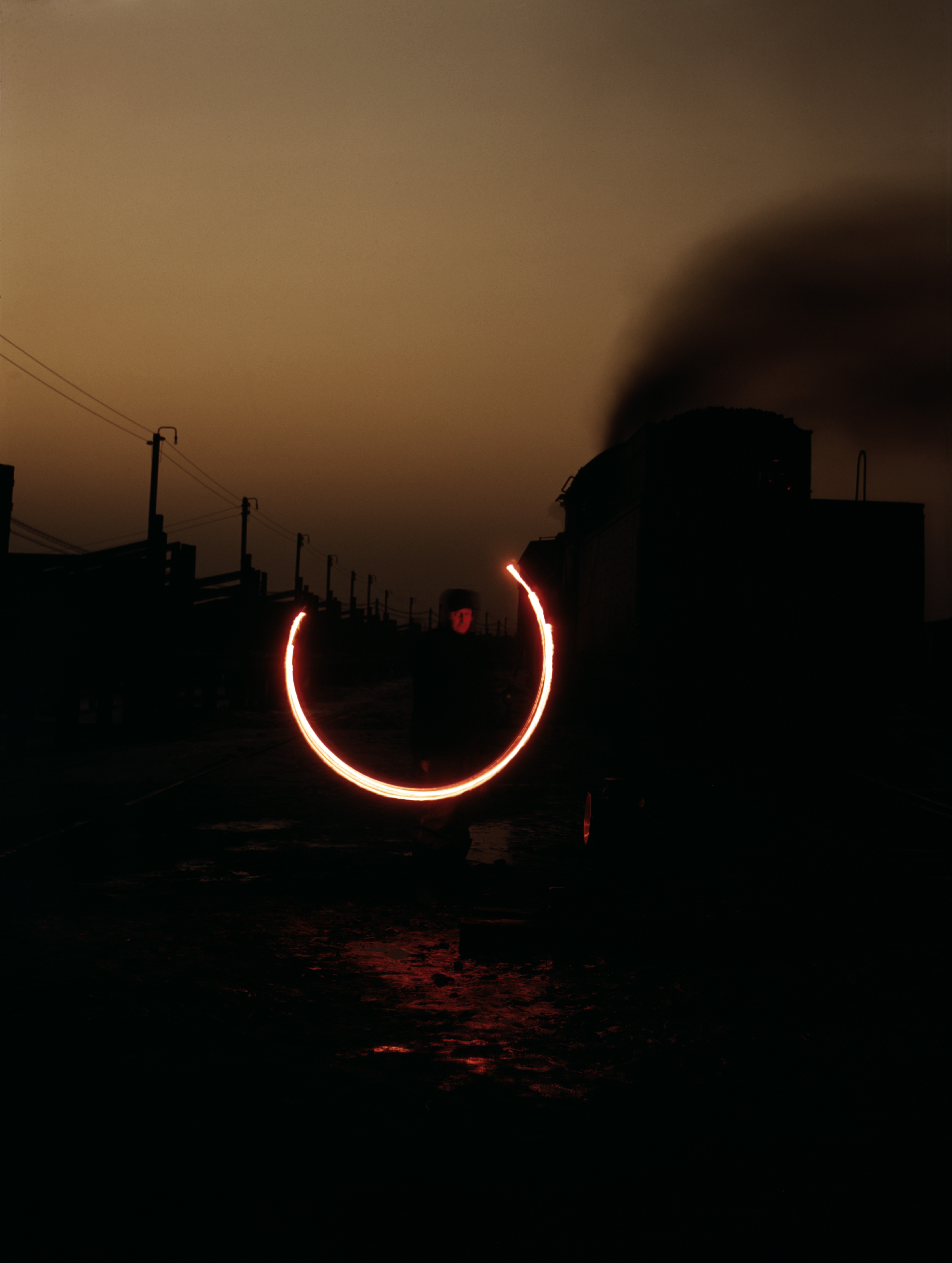
Výhybkář demonstruje signál stop, který se používá při špatné viditelnosti, během soumraku a svítání, Indiana Harbor Belt, 1943
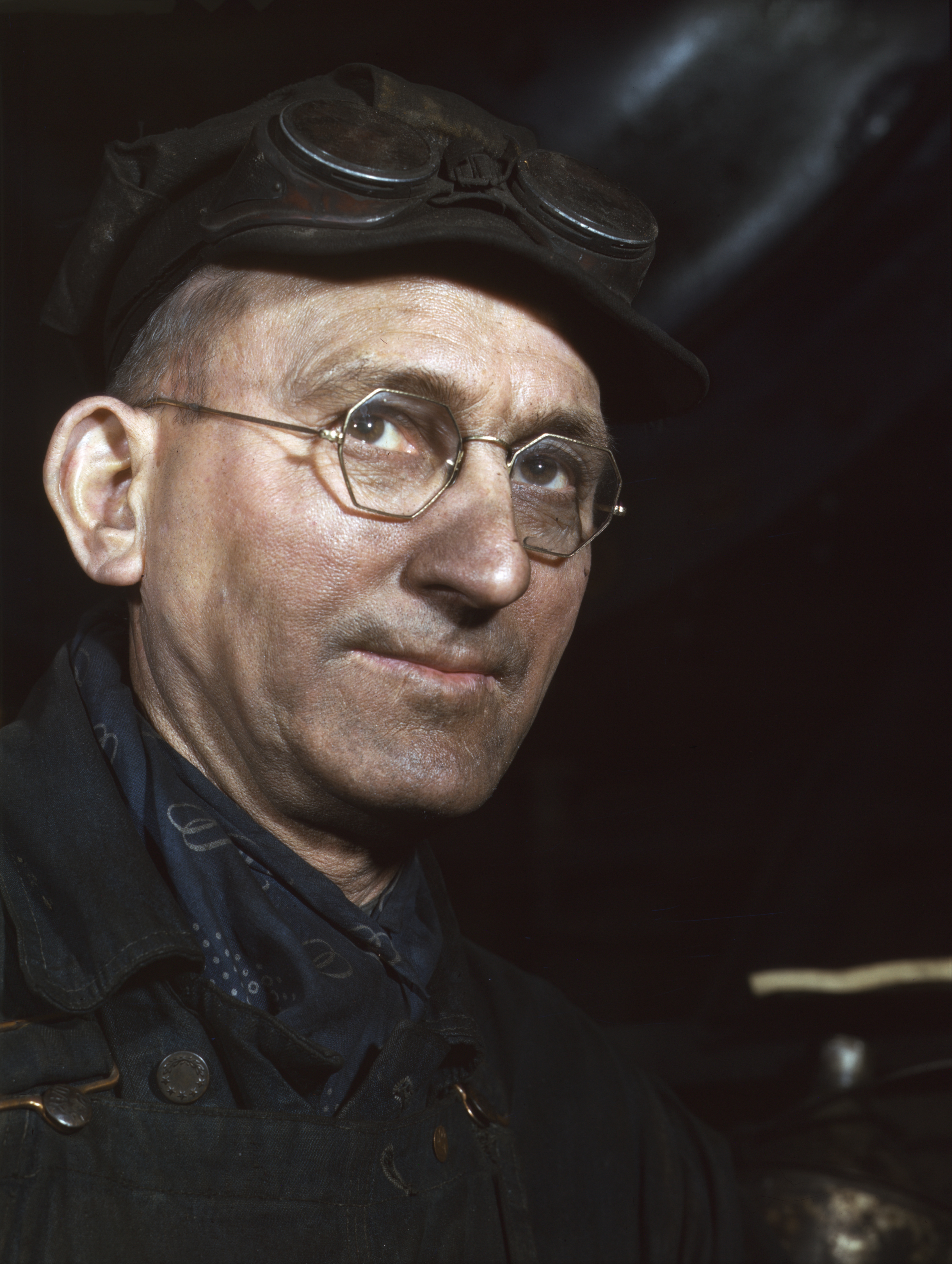
James Lynch, pracovník lokomotivního depa, 1942
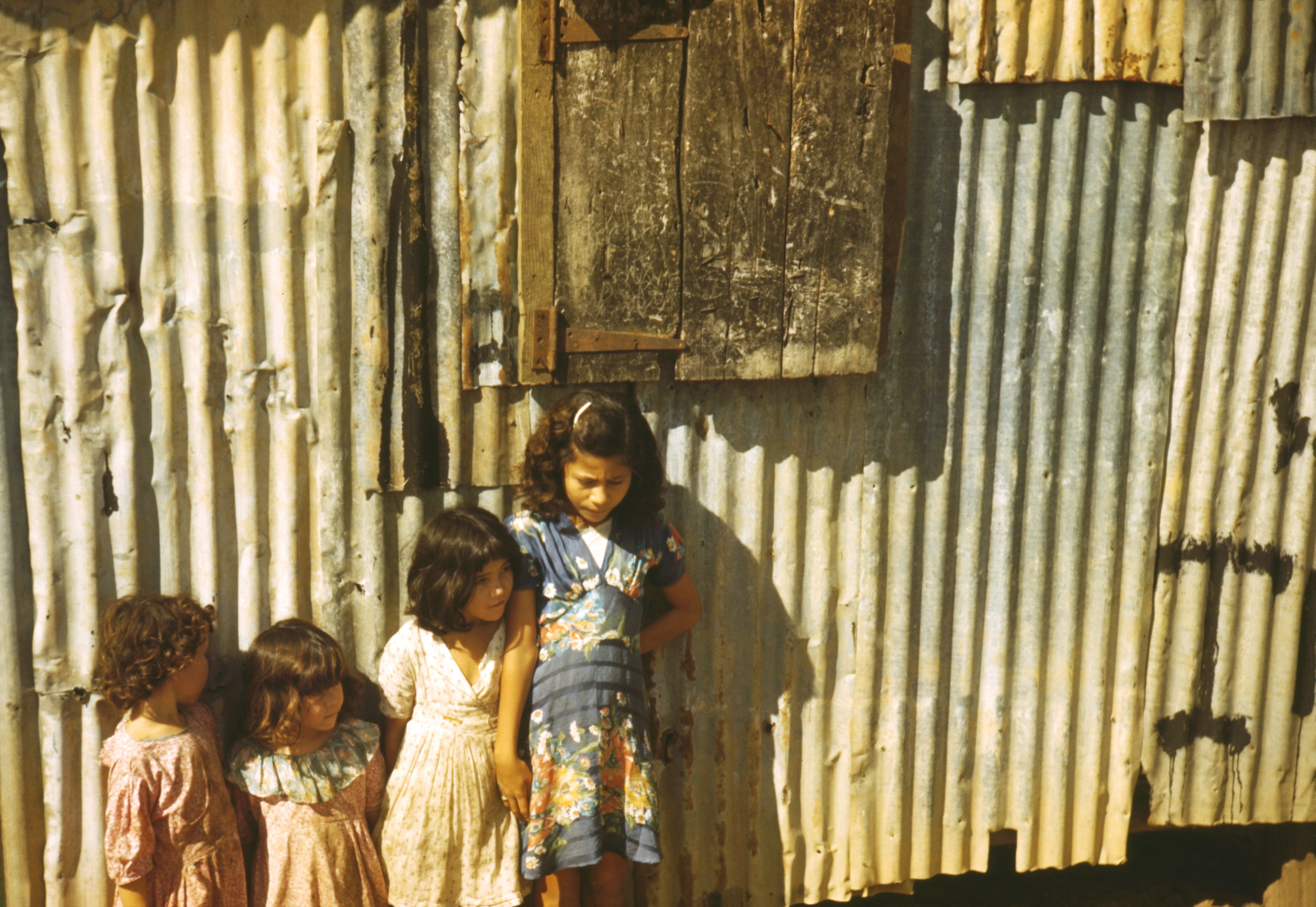
Děti před ubytovnou, Portoriko, prosinec 1941
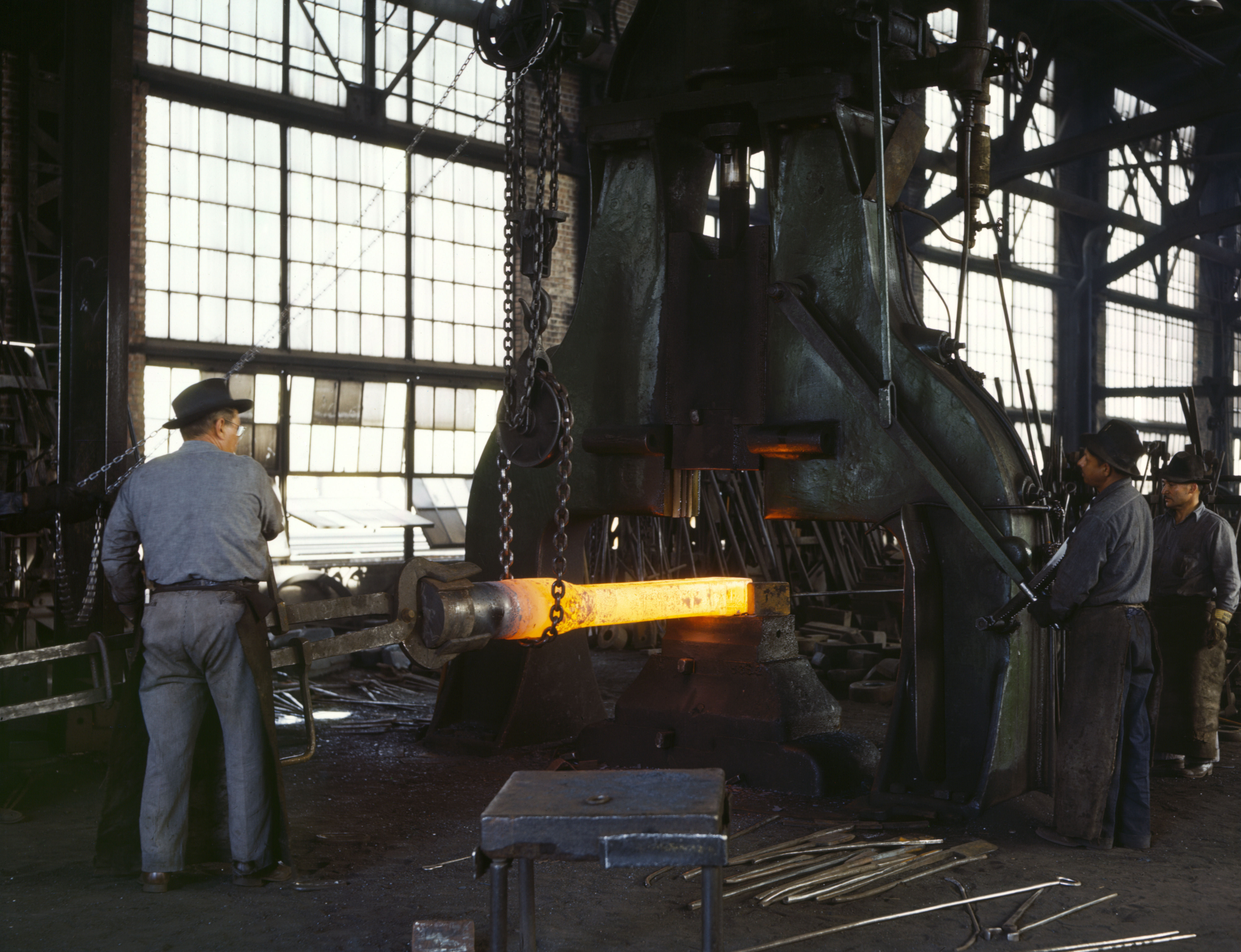
Oceláři, Santa Fe R.R., Albuquerque, New Mexico, březen 1943
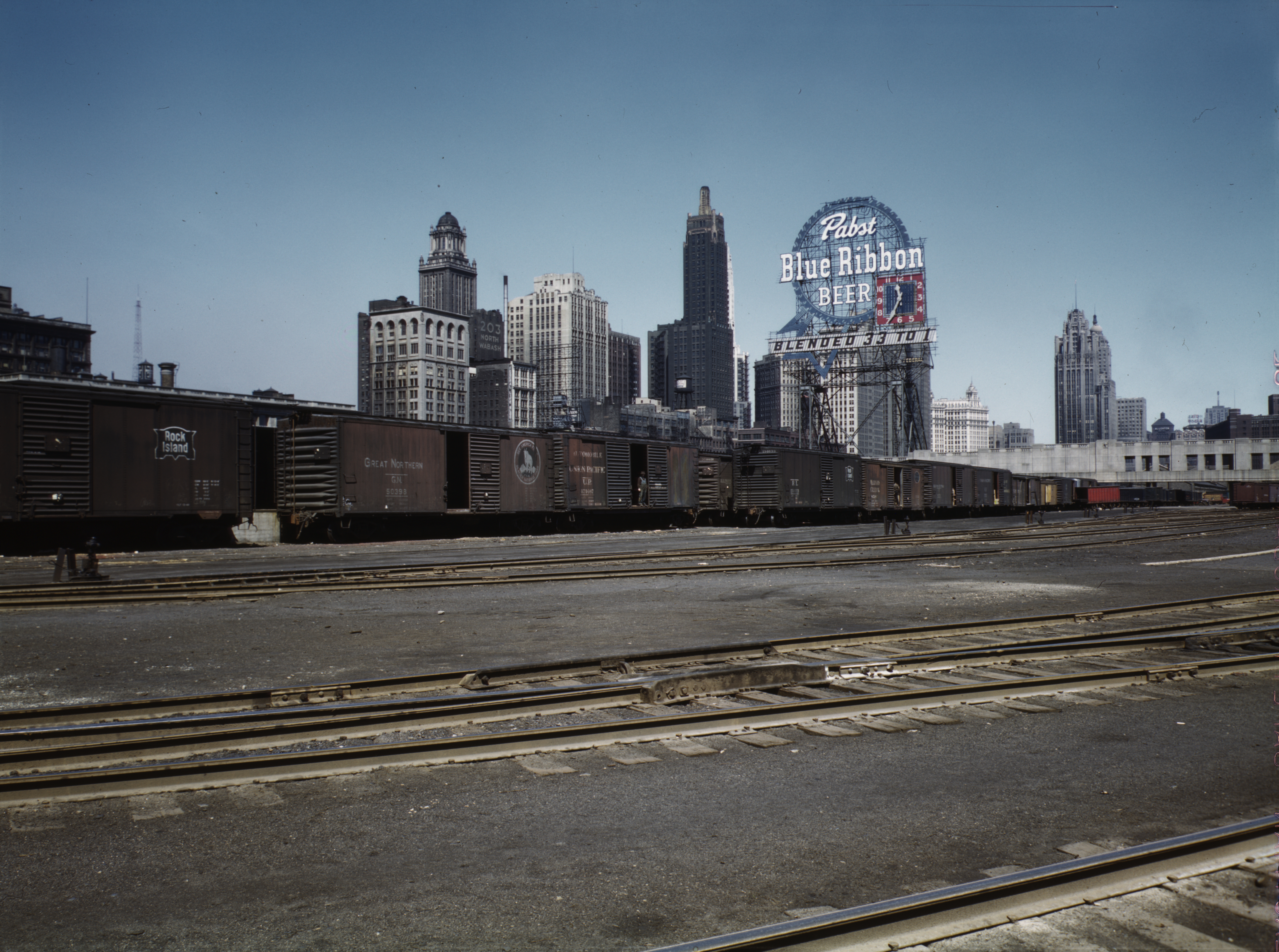
South Water Street, Illinois Central Railroad, Chicago, Illinois